# نواف بهيش العازمي
نواف بهيش العازمي (1978-)؛ سياسي كويتي، ونائب سابق  في مجلس الأمة الكويتي. وكان عسكري في الجيش الكويتي

## السيرة البرلمانية
شارك في إنتخابات مجلس الأمة الكويتي 2022 وحصل على 1102 صوتًا مُحققًا المركز العشرون في الدائرة الثانية وخسر ، ثم عاد وترشح في انتخابات مجلس الأمة الكويتي 2023 عن الدائرة الثانية أيضا وحصل على المركز الثالث عشر برصيد 1875 صوت وخسر أيضا ، وترشح ايضا في إنتخابات انتخابات مجلس الأمة الكويتي 2024 وحصل على 3064 صوتًا مُحققًا المركز السابع وفاز بالانتخابات.